# Ussurijská dráha

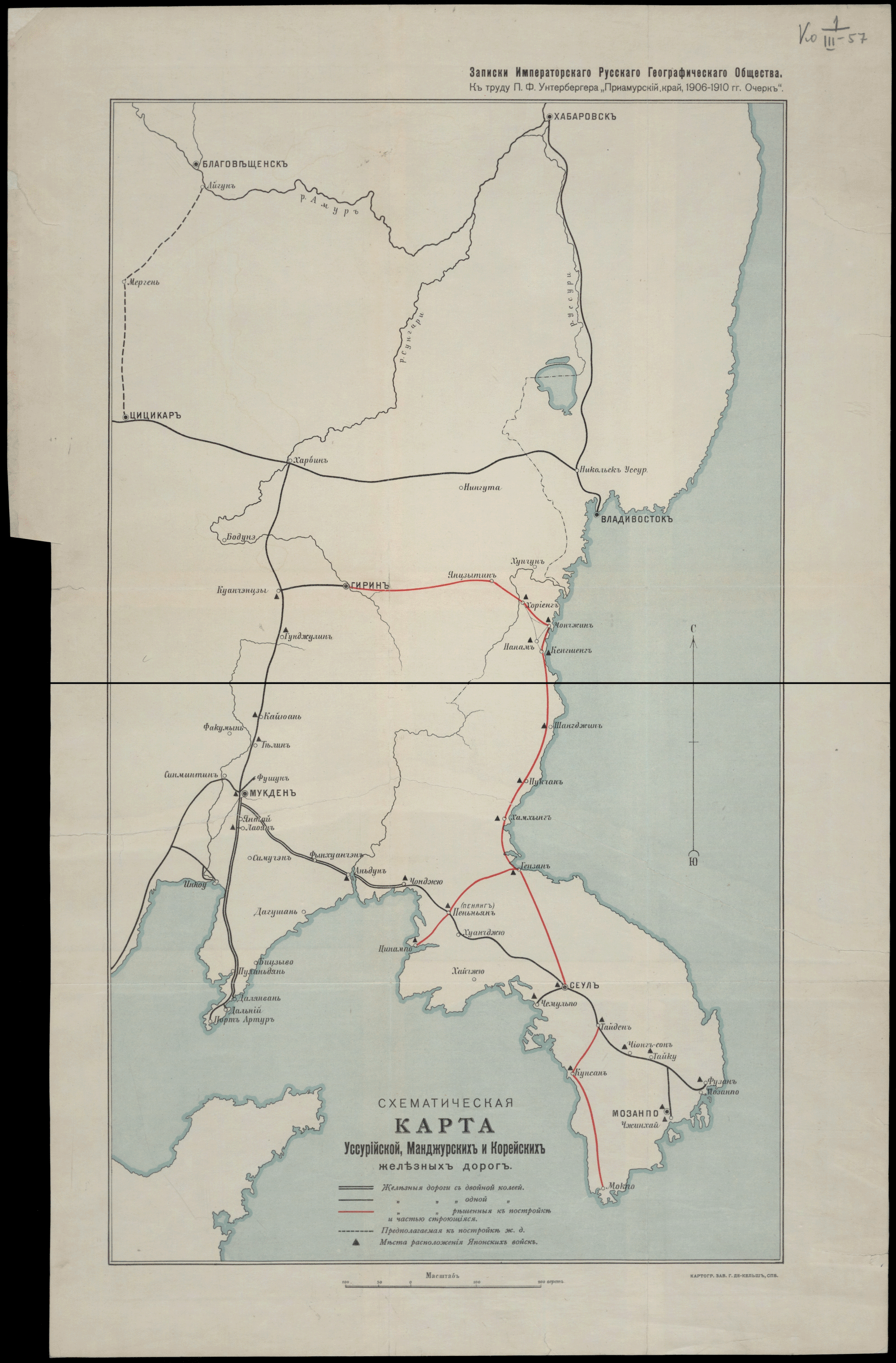
Mapa s vyznačením Ussurijské dráhy

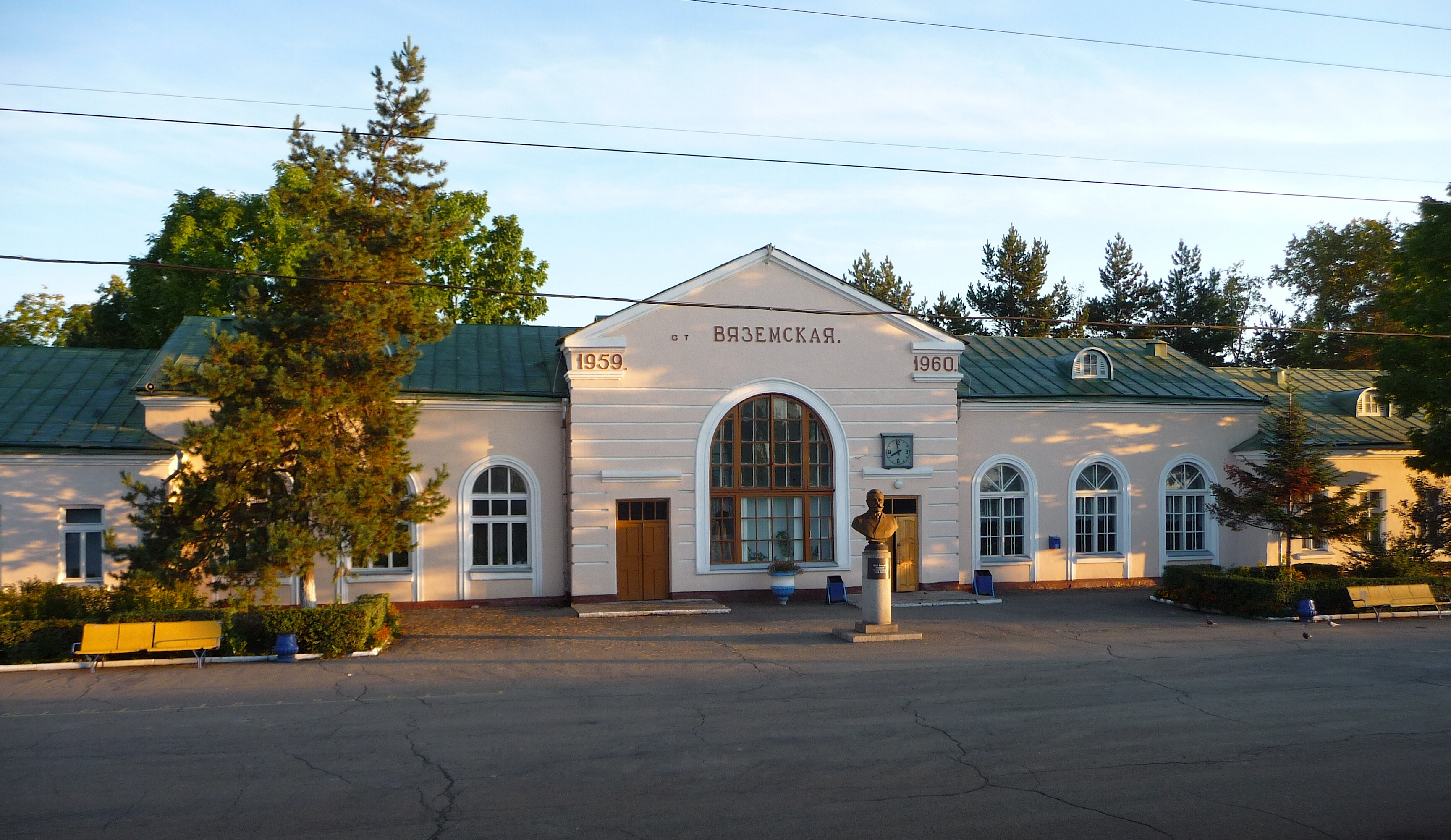
Stanice Vjazemskaja na Ussurijské dráze

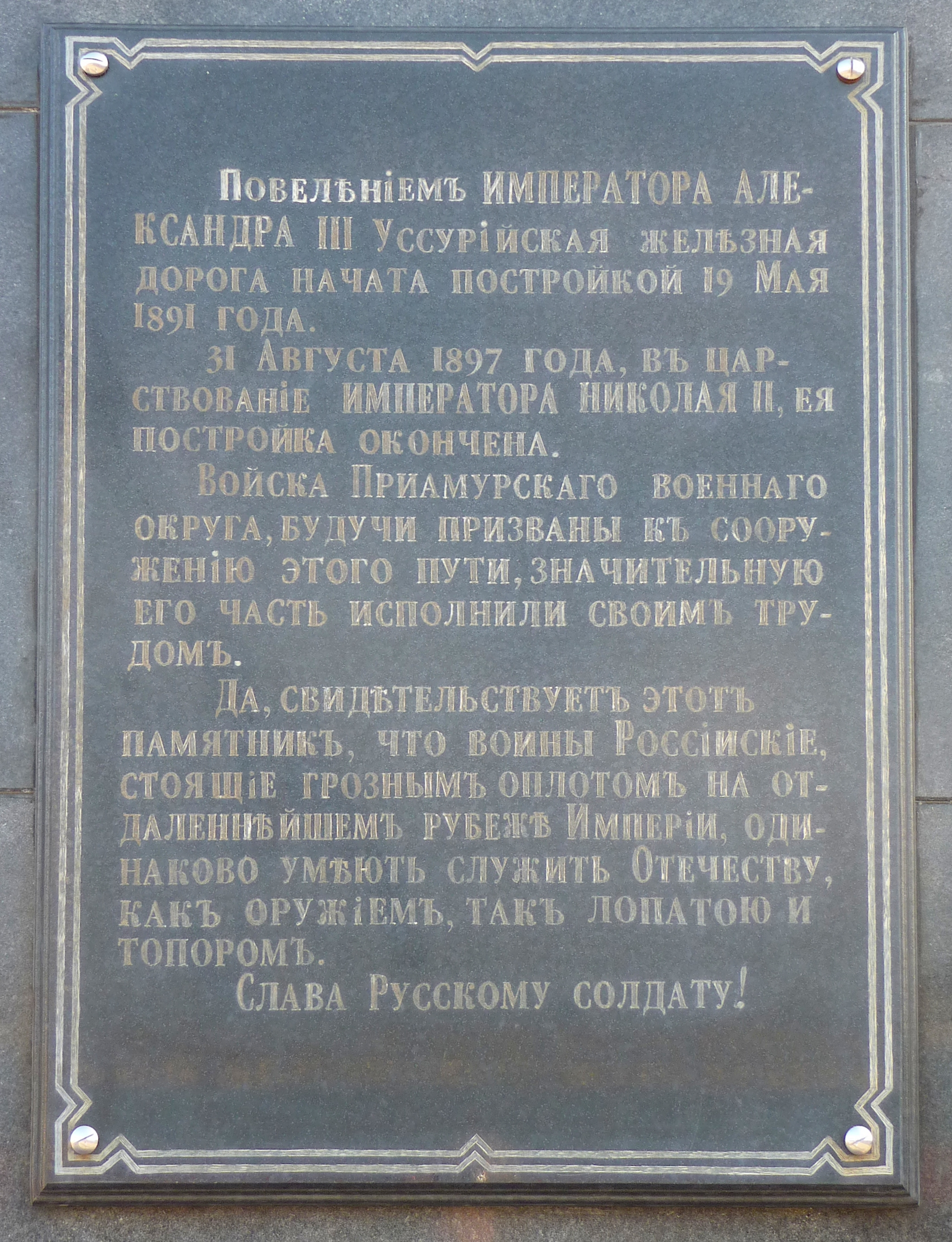
Pamětní deska vojákům-stavitelům Ussurijské dráhy v Chabarovsku

Ussurijská dráha (rusky Уссури́йская желе́зная доро́га) byla železniční trať, vedoucí mezi Vladivostokem a Chabarovskem. Šlo o první část Transsibiřské magistrály. V roce 1913 byla její délka 964km. Ředitelství dráhy bylo ve Vladivostoku. Dnes je součástí ruské Dálněvýchodní dráhy.

## Dějiny
Stavba Ussurijské dráhy začala z Vladivostoku a jednotlivé úseky byly dokončeny takto:
1. Vladivostok – Nikolsk-Ussurijskij: 1893,
2. Nikolsk Ussurijskij – Muravjov-Amurskij: 1894,
3. Muravjov-Amurskij – Iman: 1895,
4. Iman – Chabarovsk: 1897, a
5. Nikolsk-Ussurijskij – Grodekovo: 1900.

V roce 1906 byla Ussurijská dráha předána společnosti Čínsko-východní dráha a později se stala prvním článkem Transsibiřské magistrály. Od roku 2005 jde o část ruské Dálněvýchodní dráhy.